# Heinrich Henstorf
Heinrich Henstorf (* 14. Dezember 1859 in Bissendorf, Wedemark; † 1953 ebenda) war ein deutscher Lehrer, Rektor und Ortschronist und gemeinsam mit seiner Ehefrau Hedwig sind sie Gründungsstifter der Henstorf-Stiftung Bissendorf.

## Leben
Heinrich Henstorf wurde zur Zeit des Königreichs Hannover in Bissendorf geboren und durchlief - dank seiner frühzeitig erkannten und geförderten Begabung - „eine für seine Zeit aussergewöhnliche Karriere“.
Nach seiner Ausbildung arbeitete Henstorf als Lehrer durchgängig bis zur Pensionierung in Berlin, bevor er in seinen Heimatort zurückkehrte. 1938 verfasste er eine im Verlag Hannoverscher Anzeiger Madsack & Co. in Hannover erschienene Chronik der Bissendorfer Geschichte.
Nach der Zeit des Nationalsozialismus und dem Ende des Zweiten Weltkrieges gründeten Heinrich Henstorf und seine Ehefrau Hedwig (1877–1960) die nach ihnen benannte Henstorf-Stiftung Bissendorf, in die sie schon zu Lebzeiten 1951 einen Großteil ihrer Hinterlassenschaft einbrachten. Stiftungszweck war und ist, Kinder und begabte Jugendliche in ihrer Entwicklung zu fördern, „gerade dann, wenn die Eltern nicht in der Lage waren, die Ausbildung ihrer Kinder zu finanzieren“, eine Situation, die Heinrich Henstorf selbst in seiner Jugendzeit erlebt hatte.
Nach der Stiftungsgründung ernannte die Gemeinde Bissendorf zumindest Heinrich Henstorf zum Ehrenbürger des Ortes. Der Stiftung fiel durch den Verkauf des Hauses Bissendorf Nr. 69, auch „Badens Haus“ genannt, sowie durch das zum Baugebiet „Kummerberg“ umgewandelte Land viel Geld zu. So konnte der Stiftungsgedanke realisiert und somit jedes Jahr eine Summe für die Jugendförderung zur Verfügung gestellt werden.

## Weitere Ehrungen
- Neben der Henstorf-Stiftung Bissendorf[1] wurde die Heinrich-Henstorf-Straße nach dem Lehrer und Stiftungsgründer benannt.[2]
- Ein Kindergarten wurde nach Henstorf benannt.
- Die Henstorf-Siedlung wird unter Vorsitz des Ortsbürgermeisters geleitet.[5]

## Schriften
- Fahrpreisermäßigung bei Schulausflügen. In: Pädagogische Woche. Organ des Westfälischen Provinzialvereins, des Katholischen Lehrerverbandes und der Hermann Hubertus Stiftung, Arnsberg, Bd. 14 (1918), Ausgabe 30/31, S. 169; Digitalisat auf der Seite der Bibliothek für Bildungsgeschichtliche Forschung (BBF) des Deutschen Instituts für Internationale Pädagogische Forschung
- Chronik von Bissendorf, Hannover: Verlag Hannoverscher Anzeiger Madsack & Co., 1939
  - 2. Auflage, zzgl. eines Vorworts von 1985, digitale Neuauflage, hrsg. von Christa und Friedrich Lüddecke, Neustadt/Evensen, 2004; Digitalisat als Word-Dokument auf der Seite wedemark-chroniken.de